# Micro Air Vehicle

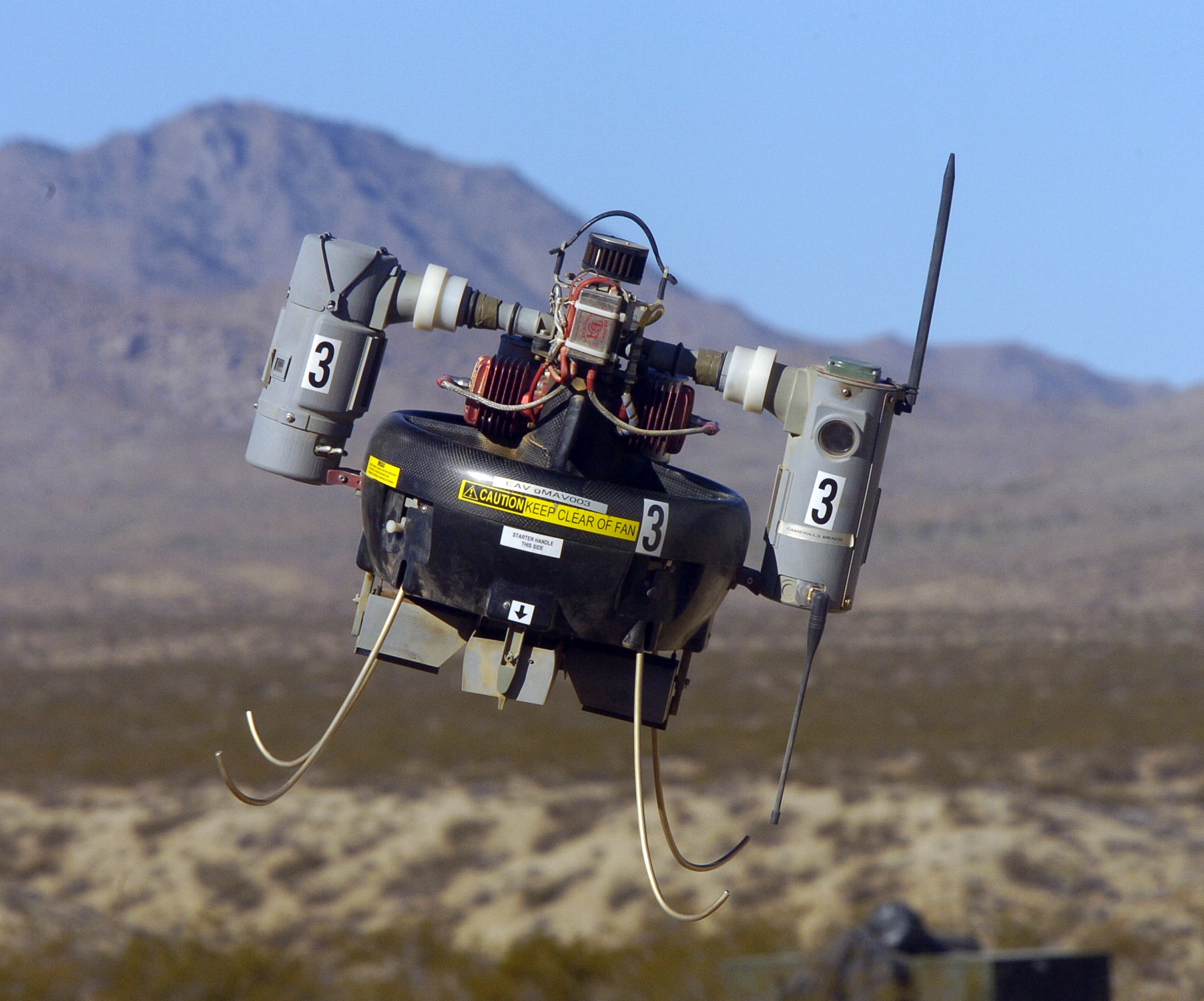
Honeywell RQ-16

Als Micro Air Vehicle, auch Micro Aerial Vehicle (MAV), werden in der unbemannten Luftfahrt Drohnen bezeichnet, die sich durch ihre geringe Größe (10 cm oder kleiner), geringe Fluggeschwindigkeit (10 m/s) und niedrige Reynolds-Zahl (1000–100.000) auszeichnen.

## Anwendung
Anwendungsbereiche für MAVs sind vor allem die nachrichtendienstliche und militärische Aufklärung. Die MAVs tragen in der Regel eine Videokamera und sind wegen ihrer geringen Größe schwer zu entdecken.
Zivile Anwendungen von MAVs werden aufgrund von innovativen Werkstoffen wie Kohlenstofffaserverbundwerkstoffen (CFK), verfügbaren Akkus hoher Energiedichte (beispielsweise LiPo) sowie der dadurch geringeren Anschaffungskosten immer attraktiver. Zum Einsatz kommen MAVs dabei zunehmend im Bereich der zivilen Sicherheit wie im Polizeibereich und bei Feuerwehreinsätzen zu Luftqualitätsmessungen. Anwendungen ergeben sich dadurch im Bereich vermaschter Sensor-Netze.
Einige Universitäten, wie beispielsweise die Universität Münster, entwickeln Mikrodrohnen für geoinformatische Anwendungen.
In Katastrophenfällen werden Mikrodrohnen in jüngerer Zeit vermehrt verwendet. Bei einem größeren Erdrutsch in Schmalkalden (Thüringen) nutzte das Institut für Geowissenschaften der Friedrich-Schiller-Universität in Jena eine Mikrodrohne, um den entstandenen Krater auszumessen.
Unter der Bezeichnung „Perdix“ entwickelte das Verteidigungsministerium der Vereinigten Staaten einen Schwarm von Micro-Drohnen, die, von Flugzeugen abgeworfen, im Zielgebiet Kampf- und Aufklärungseinsätze durchführen sollen. Dabei vernetzen sich die eingesetzten Drohnen und nutzen Kollektive Intelligenz, um ihren Einsatz abzuschließen. Das System wird bislang als „semiautonom“ beschrieben, was bedeutet, dass immer noch ein Mensch einen Angriffsbefehl erteilen muss. Das System wurde 2014 erstmals erprobt. Im Oktober 2016 wurde ein Schwarm von 103 Micro-Drohnen von einem F/A-18 Jagdbomber aus speziellen Behältern für eine Übung über einem Testgebiet in den USA abgeworfen.